# トマトキバガ
トマトキバガ（蕃茄牙蛾）はチョウ目キバガ科に属する南米原産の虫。トマト、ナス、バレイショ等のナス科植物や、インゲンマメを食害する潜葉虫に分類される害虫である。2006年に原産地以外では初めてスペインで確認され、以降は欧州に被害をもたらしながら広がった。2023年現在ではアフリカや東南アジア、東アジアでも確認されている。
令和3年（2021年）10月、日本国としては初めて熊本県で発見され、令和4年（2022年）5月に愛媛県、同6月に和歌山県、令和5年（2023年）9月に北海道で確認されている。令和6年（2024年）5月に岐阜県で病害虫発生予察特殊報が出された。
幼虫は終齢で8mm、成虫で5から7mmの灰褐色をしている。卵から成虫までの期間は最短で24日で、気温が下がると成長が遅れる。幼虫は主に葉の内部に潜って食害し、食べられた部分が孔によって変色する。また、果実も食い荒らして腐敗させる。